# Дюклерк, Шарль
Шарль Теодо́р Эже́н Дюкле́рк (фр. Charles Théodore Eugène Duclerc; 9 ноября 1812, Баньер-де-Бигор, Верхние Пиренеи — 21 июля 1888, Париж) — французский политик и государственный деятель, с 7 августа 1882 по 29 января 1883 года возглавлял кабинет министров Франции.

## Биография
Шарль Теодор Дюклерк родился 9 ноября 1812 года в Баньер-де-Бигоре. Сначала Шарль Теодор Дюклерк работал корректором, а затем редактором различных демократических газет, где выделялся статьями по финансовым и железнодорожным вопросам.
В 1848 году был избран членом учредительного собрания и назначен министром финансов Франции. Во время майских и июньских дней он мужественно подвергался опасности, оспаривал необходимость осадного положения и после избрания Кавеньяка главою исполнительной власти вышел из министерства в отставку.
Когда учредительное собрание разошлось, Дюклерк самоустранился от политической деятельности и занялся промышленными предприятиями.
В 1871 году Шарль Дюклерк был избран депутатом в Национальное собрание, а в 1875 году — сенатором.
В августе 1882 года после падения второго министерства Фрейсинэ на Дюклерка было возложено формирование нового кабмина, в котором он взял себе портфель министра иностранных дел. Кабинет Шарля Дюклерка продержался у власти менее полугода.
Одна из дочерей Дюклерка была замужем за капитаном А. Жентилем, вторая — за дипломатом Жоржем Когорданом.